# Reyl & Cie
Die Reyl Gruppe, die unter dem Namen Reyl Intesa Sanpaolo firmiert, ist ein Finanzdienstleistungsunternehmen, das 1973 von Dominique Reyl in Genf gegründet wurde. Reyl erbringt Finanzberatungs- und Investitionsdienstleistungen für private und institutionelle Kunden.
Reyl ist spezialisiert auf Vermögensverwaltung und Dienstleistungen für Unternehmer und Family Offices.
Über ihre verschiedenen Tochtergesellschaften ist die Reyl-Gruppe in Europa, im Nahen Osten, in Asien und in Lateinamerika vertreten.

## Geschichte
Dominique Reyl gründete 1973 die Compagnie Financière d'Etudes et de Gestion (CFEG), eine Vermögensverwaltungsgesellschaft in Genf. Im Januar 1988 wurden die Aktivitäten der CFEG auf die Reyl & Cie übertragen und 1999 erhielt Reyl & Cie den Status eines zugelassenen Wertpapierhändlers. François Reyl, der Sohn von Dominique, stiess 2002 zu REYL.
Im Jahr 2003 wurde der Geschäftsbereich Vermögensverwaltung ins Leben gerufen, gefolgt vom Geschäftsbereich Corporate & Family Governance im Jahr 2006.
Im Jahr 2008 wurde François Reyl zum Chief Executive Officer ernannt. Ein Jahr später eröffnete Reyl eine Niederlassung in Luxemburg sowie eine unabhängige Tochtergesellschaft in Singapur.
Nachdem Reyl & Cie 2010 eine Banklizenz erhalten hatte, setzte das Unternehmen seine Expansion fort und eröffnete eine erste Schweizer Niederlassung in Zürich. Weiter registrierte sie die Reyl Overseas Ltd. als lizenzierten Registered Investment Advisor bei der U.S. Securities and Exchange Commission, der es der Gruppe ermöglicht, Anlageberatungsdienstleistungen für US-Steuerpflichtige anzubieten. Im Jahr 2016 eröffnete die Tochtergesellschaft ihre erste Niederlassung in Dallas.
Der vierte Geschäftsbereich Corporate Finance wurde 2012 eingeführt, im selben Jahr wie die Eröffnung einer zweiten Schweizer Niederlassung in Lugano.
2013 etablierte Reyl mit der Gründung von Reyl & CO (UK) LLP eine Präsenz im Vereinigten Königreich. Im selben Jahr wurde der Name der Gruppe mit der Cahuzac-Affäre in Verbindung gebracht, in die der ehemalige französische Finanzminister Jérôme Cahuzac verwickelt war. Die Anklage wurde 2014 in der Schweiz rasch fallen gelassen, dagegen wurde 2017 die Bank in Frankreich zu einer Geldstrafe verurteilt.
Im Jahr 2015 expandierte Reyl in seinen fünften Geschäftsbereich, die Asset Services, erhielt eine Lizenz als Fondsverwalter in Malta und eröffnete die Reyl Finance (MEA) Ltd., die von der Dubai Financial Services Authority eine Handelslizenz erhielt.
Im Jahr 2017 tätigte Reyl eine Minderheitsbeteiligung an Aspiration, einer Online-Banking-Plattform mit Sitz in Los Angeles, die von Fast Company als eines der innovativsten Unternehmen der Welt ausgezeichnet wurde. Im selben Jahr wurde Reyl als herausragende Boutique-Privatbank in der Schweiz ausgezeichnet.
Im Jahr 2018 ging Reyl eine Partnerschaft mit Hermance Capital Partner ein, einer auf nicht börsennotierte Vermögenswerte spezialisierten Investmentfondsplattform, und verkaufte eine wesentliche Beteiligung an RAM Active Investments an Mediobanca. Die Banque Pâris Bertrand wurde im Jahr 2021 von der Schweizer Tochtergesellschaft der Rothschild & Co. AG gekauft. Hermance Capital Partners ist derzeit eine Abteilung der Letzteren.
2019 gründete Reyl & Cie Asteria Investment Managers, eine Vermögensverwaltungstochter, die sich auf soziale und ökologische Auswirkungen konzentriert.
2020 wurde Alpian, eine von der Reyl-Gruppe ins Leben gerufene digitale Bank, gegründet, um digitale Bankdienstleistungen anzubieten.
2021 ging sie eine strategische Partnerschaft mit Fideuram – Intesa Sanpaolo Private Banking, einem führenden europäischen Bankunternehmen, ein, in deren Rahmen Fideuram ISP eine 69%ige Beteiligung an Reyl & Cie erwarb.
Darüber hinaus hat Reyl im Rahmen dieser Partnerschaft auch die Banque Morval integriert, eine Schweizer Niederlassung, die seit 2017 von Intesa Sanpaolo kontrolliert wird.
Im Dezember 2021 erwarb Reyl ausserdem eine 40%ige Beteiligung an 1875 Finance, einem in Genf ansässigen Multi-Family-Office und unabhängigen Vermögensverwalter mit einem verwalteten Vermögen von über CHF 13 Milliarden für Privatkunden.
Im Januar 2022 schloss Reyl die Übernahme der 40%igen Beteiligung an der Genfer Privatbank „1875 Finance“ ab.
Im Jahr 2022 steigerte das Unternehmen das verwaltete Vermögen innerhalb eines Jahres um 37 Prozent auf 18,1 Milliarden Franken. Einschliesslich der Minderheitsbeteiligungen stieg das Gesamtvermögen um 52 Prozent auf 38,7 Milliarden Franken.

### Offshore-Geschäfte / Verurteilung
Aus den Datenbeständen von Offshore-Leaks geht hervor, dass die Bank eine Reihe von Auslandsgesellschaften in sogenannten Steueroasen gegründet hatte, darunter sechs Gesellschaften auf den Seychellen von September 2008 bis März 2009. Die Einlagen von Jérôme Cahuzac bei Reyl & Cie AG transferierte das Unternehmen, Offshore-Leaks zufolge, im Jahr 2008 auf ein Konto der Bank Julius Bär in Singapur. Die Dienstleistungsgesellschaft Swiss-Asia Financial Services Limited, geleitet von ehemaligen Schweizer Bankiers, wurde in Anspruch genommen, um die Einlagen weiterer Kunden auf Konten in Asien zu transferieren.
Wegen des Verdachts auf Beihilfe zur Steuerhinterziehung wurden die Genfer Geschäftsräume der Bank am 22. März 2013 von Schweizer Ermittlern durchsucht.
Der Eigendarstellung der Bank zufolge dienen die Aktivitäten in Singapur primär dazu, mit ostasiatischen Familienunternehmen vor Ort ins Geschäft zu kommen. Angestrebt werde eine Einlagensumme von mindestens einer Milliarde US-Dollar bis 2015.
Im Dezember 2013 wurde der Generaldirektor der Bank, François Reyl, in Frankreich der Geldwäscherei im Zusammenhang mit Steuerhinterziehung angeklagt. Der Haftbefehl wurde im Februar 2014 aufgehoben.
Ein französisches Gericht verurteilte die Bank im Dezember 2016 zu einer Busse von 1,875 Millionen Euro und den Generaldirektor François Reyl zu einer Gefängnisstrafe auf Bewährung von einem Jahr und zu einer Busse von 375'000 Euro. Das Gericht befand, dass die Bank Reyl als „Instrument für die Verschleierung von Guthaben“ des früheren französischen Finanzministers Jérôme Cahuzac gedient habe.

## Management
Die Bank wird von sechs Gesellschaftern geleitet: François Reyl, Pasha Bakhtiar, Nicolas Duchêne, Christian Fringhian, Thomas Fontaine und Lorenzo Rocco di Torrepadula. Ihre Tätigkeit wird von einem Verwaltungsrat (2021) überwacht, dem Christian Merle (Vorsitzender), Michel Broch (stellvertretender Vorsitzender), Yves Claude Aubert, Liane Elias Hoffman, Ruth Metzler-Arnold, Tommaso Corcos, Lino Mainolfi und Riccardo Barbarini angehören.

## Corporate social responsibility
2014 gründete Reyl Research for Life, eine gemeinnützige Schweizer Stiftung, die sich der Unterstützung und Finanzierung medizinischer Forschungsprojekte im Bereich der Onkologie für Erwachsene und Kinder widmet.
Seit 2014 unterstützt Reyl das Orchestre de la Suisse Romande. Reyl unterstützt auch die Bergsteigerin Sophie Lavaud, die als erste französisch-schweizerische Frau 8 der 14 höchsten Gipfel des Himalaya bezwungen hat.

## Verwaltete Vermögen
2021 konsolidierte Finanzkennzahlen: Aktiven von über CHF 25 Milliarden (CHF 38,7 Milliarden einschliesslich Minderheitsanteile), Betriebsertrag von CHF 145 Millionen; Tier 1 Ratio von 18,7 %+; Bilanzsumme von CHF 3,1 Milliarden.